# نیدمور، شهرستان بالارد، کنتاکی
نیدمور (به انگلیسی: Needmore) یک منطقهٔ مسکونی در ایالات متحده آمریکا است که در شهرستان بالارد، کنتاکی واقع شده‌است. نیدمور ۱۱۰٫۹۵ متر بالاتر از سطح دریا قرار دارد.